# جيمي ارتشر
جيمي ارتشر (بالإنجليزية: Jimmy Archer)‏ هو لاعب كرة قاعدة أمريكي، ولد في 13 مايو 1883 في دبلن في جمهورية أيرلندا، وتوفي في 29 مارس 1958 في ميلواكي في الولايات المتحدة.

## وصلات خارجية
- جيمي ارتشر على موقعبيزبول رفرنس.كوم (الدوري الرئيسي) (الإنجليزية)
- جيمي ارتشر على موقعبيزبول رفرنس.كوم (الدوري الثانوي) (الإنجليزية)
- جيمي ارتشر على موقع جمعية أبحاث البيسبول الأمريكية (الإنجليزية)
- جيمي ارتشر على موقع مشجعي الرسوم البيانية (الإنجليزية)